# Jana Dementjewa

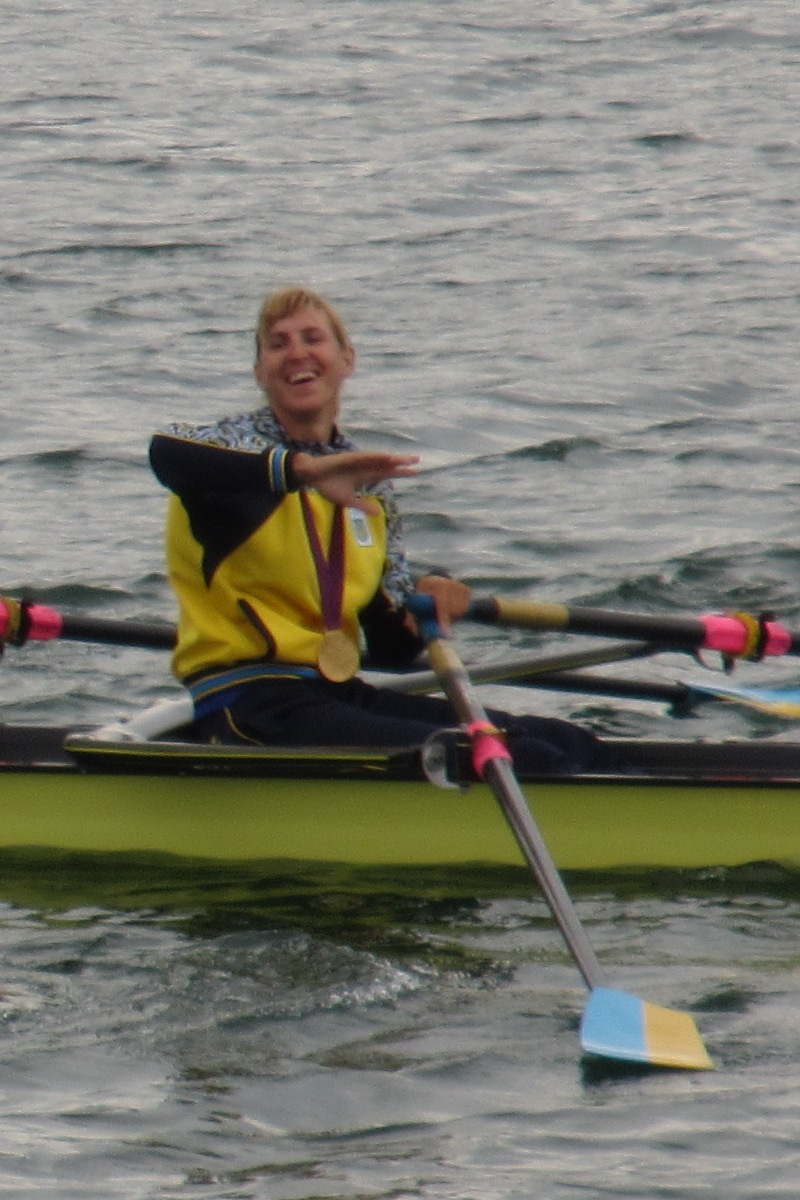
Jana Dementjewa nach ihrem Olympiasieg, 2012

Jana Mychailiwna Dementjewa (ukrainisch Яна Михайлівна Дементьєва; * 23. Oktober 1978 in Charkiw) ist eine ehemalige ukrainische Ruderin, die zusammen mit Kateryna Tarassenko, Natalija Dowhodko und Anastassija Koschenkowa 2012 die Goldmedaille im Doppelvierer gewann und damit den ersten Ruder-Olympiasieg für die Ukraine nach dem Zerfall der Sowjetunion realisierte.

## Sportliche Karriere
Jana Dementjewa gewann mit dem Doppelvierer 2003 in Mailand ihre erste Weltcup-Regatta. Bei den Weltmeisterschaften im gleichen Jahr belegte der ukrainische Doppelvierer den fünften Platz. Bei den Olympischen Spielen 2004 belegten Olena Morosowa, Tetjana Kolesnikowa, Olena Olefirenko und Jana Dementjewa den dritten Platz hinter dem deutschen Boot und den Britinnen. Die Bronzemedaille wurde den Ukrainerinnen aber aberkannt, nachdem Olena Olefirenko bei der Dopingkontrolle positiv getestet wurde, die Australierinnen rückten nachträglich auf den dritten Platz vor.
Im Weltcup 2005 belegten die Ukrainerinnen in allen drei Regatten einen Medaillenplatz, bei den Weltmeisterschaften kamen sie als Vierte hinter den Britinnen, den Deutschen und den Russinnen ins Ziel. 2006 trat Dementjewa mit Natalya Ryschkowa im Doppelzweier an und belegte bei den Weltmeisterschaften den fünften Platz. 2007 war Dementjewa wieder mit dem Doppelvierer am Start und belegte bei den Weltmeisterschaften in München den vierten Platz. Bei den Europameisterschaften 2007 trat Dementjewa mit Kateryna Tarassenko an und verpasste als Vierte erneut knapp einen Medaillenplatz. Bei den Olympischen Spielen 2008 erreichten Tarassenko und Dementjewa den siebten Platz, fünf Wochen später bei den Europameisterschaften 2008 gewannen die beiden dann ihren ersten internationalen Titel.
Ende August 2009 siegte der ukrainische Doppelvierer mit Switlana Spirjuchowa, Tetjana Kolesnikowa, Anastassija Koschenkowa und Jana Dementjewa bei den Weltmeisterschaften in Posen. Drei Wochen später siegten die vier Ukrainerinnen auch bei den Europameisterschaften im belarussischen Brest. Im September 2010 gewannen Kateryna Tarassenko, Olena Burjak, Anastassija Koschenkowa und Jana Dementjewa bei den Europameisterschaften im portugiesischen Montemor. Erst bei den Weltmeisterschaften, die Anfang November auf dem Lake Karapiro in Neuseeland ausgetragen wurde, riss die Siegesserie des ukrainischen Doppelvierers, der die Silbermedaille hinter den Britinnen erkämpfte. 2011 ruderten Anastassija Koschenkowa und Jana Dementjewa gemeinsam im Doppelzweier. Nach dem vierten Platz bei den Weltmeisterschaften gewannen die beiden den Titel bei den Europameisterschaften. 2012 gelang dem ukrainischen Doppelvierer eine makellose Bilanz, drei Siegen im Weltcup folgten der Olympiasieg auf dem Dorney Lake und der Sieg bei den Europameisterschaften in Varese, mit dem Jana Dementjewa ihre sportliche Karriere abschloss.